# 북부적갈색쥐여우원숭이
북부적갈색쥐여우원숭이(Microcebus tavaratra)는 마다가스카르 북서부의 앙카라나 보존구역에서 발견되는 쥐여우원숭이의 일종이다. 북부갈색쥐여우원숭이 또는 타바라트라쥐여우원숭이로도 불린다.
북부적갈색쥐여우원숭이는 길고 촘촘한 털을 갖고 있으며, 배 쪽으로는 2~3 색깔의 황갈색, 진흙색 그리고 노란 황토색을 띠며, 배 쪽으로는 희끄무레한 베이지색을 띤다. 등 쪽 중간의 줄무늬는 황갈색에서 회적갈색까지 다양한 색을 띤다. 이 종의 윗 머리와 귀는 붉은색 색조를 띠며, 양 눈 사이는 회색빛이 도는 흰색이다. 눈 주위는 황갈색과 육계색을 띠며, 눈 앞 부분에는 검은 점들이 있다. 꼬리 안쪽 부분은 황갈색과 육계색의 2가지 색을 띠며, 바깥쪽은 육계색의 갈색과 황갈색을 띤다. 북부적갈색쥐여우원숭이의 손발의 털은 희끄무레한 회색을 띤다. 이 종은 입 주위에 어두운 색깔의 털을 지니고 있다.